# Efekt Casimira

Zjawisko Casimira pomiędzy dwiema nienaładowanymi płytami z przewodnika umieszczonymi w próżni pełnej wirtualnych cząstek

Efekt Casimira, zjawisko Casimira – zjawisko fizyczne przyciągania pomiędzy dwiema pozbawionymi ładunku elektrycznego płytami wykonanymi z przewodnika spowodowane różnicą ciśnienia oddziałujących na nie cząstek wirtualnych. Pierwszy raz wystąpienie tego efektu w roku 1948 przewidział holenderski fizyk Hendrik Casimir pracujący w laboratoriach Philipsa.

## Opis zjawiska
Próżnia wypełniona jest ogromną liczbą cząstek, które pojawiają się i niemal natychmiast znikają dzięki fluktuacjom kwantowym. Cząstki te zwane wirtualnymi wypełniają próżnię, na rysunku przedstawione są różnymi kolorami, co ma reprezentować różne długości fal z nimi stowarzyszonych.
Jeżeli umieści się w niewielkiej odległości {\displaystyle d} dwie płyty wykonane z przewodnika, to będą one pełniły rolę luster rezonatora. Na zewnątrz będą pojawiały się wirtualne cząstki stowarzyszone z falami o wielu różnych długościach.
Pomiędzy płytami również będą powstawać wirtualne cząstki. Niektóre z nich będą miały długość stowarzyszonej fali {\displaystyle \lambda } równą {\displaystyle d} lub {\displaystyle d/2,} {\displaystyle d/3} itd., czyli długości kolejnych fal harmonicznych. Podobnie jak w strunie gitarowej fale o takich długościach zostaną wzmocnione (rezonans). Fale o innych długościach będą bardzo silnie tłumione. Na rysunku tłumienie dotyczy cząstek niebieskich i zielonych. Różowe i czerwone mogą swobodnie pojawiać się i znikać pomiędzy płytami z przewodnika.
Wirtualne cząstki, podobnie jak cząstki gazu, wywierają na wszystkie zanurzone w nich ciała pewne ciśnienie. Ciśnienie wywierane przez „czterokolorową” mieszaninę cząstek będzie większe, bo od jednostkowej powierzchni płyty odbija się ich więcej niż przy mieszaninie „dwukolorowej”.
Różnica ciśnień zaowocuje powstaniem siły Casimira {\displaystyle F_{c}.} Po przełożeniu opisu zjawiska na odpowiednie równania mechaniki kwantowej otrzymuje się zależność:
{\displaystyle F_{c}={\frac {A\hbar c\pi ^{2}}{240d^{4}}},}
gdzie:
{\displaystyle A} – powierzchnia płyt,
{\displaystyle \hbar } – zredukowana stała Plancka,
{\displaystyle c} – prędkość światła w próżni,
{\displaystyle d} – odległość pomiędzy płytami.
Wzór ten jest prawdziwy tylko dla płyt wykonanych z idealnie gładkiego przewodnika, który zachowuje się jak lustro odbijające fale o wszystkich długościach bez strat. Dodatkowym warunkiem jest ochłodzenie płyt do temperatury zera absolutnego.
Efekt Casimira jest obserwowalny dopiero wtedy, kiedy odległość między płytami jest mniejsza od milionowej części metra (1 μm). Nawet w takiej sytuacji siła pomiędzy płytami o powierzchni metra kwadratowego jest rzędu tysięcznej części niutona (10−3 N) – jest on wyraźnie obserwowalny w mikroskali.

## Historia
Pierwsze próby pomiaru siły przyciągania wywołanej efektem Casimira wykonał w roku 1958 Marcus Spaarnay w Laboratorium Philipsa w Eindhoven. Ówczesna technika nie była w stanie potwierdzić istnienia tak nikłego oddziaływania i dopiero w roku 1997 Steve Lamoreaux pracujący na Uniwersytecie Waszyngtońskim w Seattle zdołał dokonać pomiarów potwierdzających teorię z niepewnością pomiarową rzędu 5%.
Rozwój technologii mikroukładów elektromechanicznych spowodował wkroczenie stosowanej techniki w obszar działania efektu Casimira. Siły pojawiające się na skutek oddziaływania próżni stają się wyraźne dla obiektów mających rozmiary rzędu mikrometrów. Pracujący na Uniwersytecie Kalifornijskim (w Riverside) Umar Mohideen wraz z zespołem naukowców w roku 2002 wykonał kolejne doświadczenie potwierdzające efekt Casimira z niepewnością 1%.